# الجمعية العالمية لحماية الحيوانات
الجمعية العالمية لحماية الحيوانات (بالإنجليزية:The World Society for the Protection of Animals) هي منظمة دولية غير ربحية تأسست عام 1981 ويقع المقر الرئيسي لها في لندن.

## روابط خارجية
- الموقع الرسمي